# 就眠運動

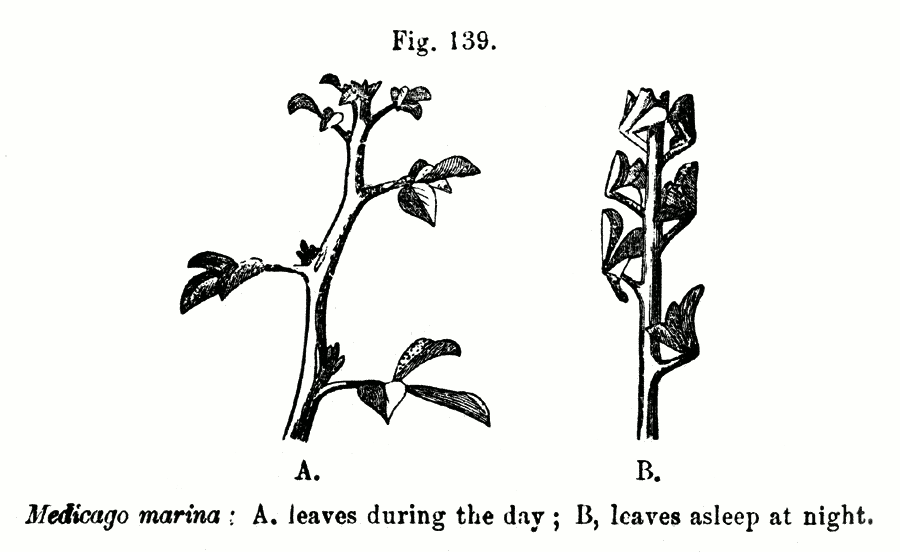
メディカゴの就眠運動。 チャールズ・ダーウィン著『植物の運動力 』(1880)から。Aが日中の様子。Bが夜間の様子。

就眠運動（英語：Nyctinasty）とは、植物に見られる夜に葉が閉じ、日が昇ると葉が開く運動のことである。
カタバミやマメ科植物に見られる膨圧運動と、キク科植物に見られる成長率の変化による場合がある。

## 歴史
アレキサンダー大王の部下Androsthenes of Thasosが、タマリンドの葉の開閉を指摘している。
生物時計は18世紀に植物の就眠運動から発見された。

## 就眠植物の葉の開閉をコントロールする物質
就眠物質
- K-PLF1
- Potassium cheridonate
- Phyllanthurinolactone
- トリゴネリン
- potassium D-idarate(D-イダル酸ジカリウム)

覚醒物質
- potassium lespedezate
- cis-p-coumaroylagmatine(cis-p-クマロイルアグマチン)